# Grupul de Armate Centru
Grupul de Armate Centru (în limba germană: Heeresgruppe Mittel) a fost un grup de armate german în timpul celui de-al Doilea Război Mondial, care a luptat pe Frontul de Răsărit. Grupul de Armate Centru a fost creat în data de 22 iunie 1941, fiind unul din cele trei grupuri de armate, care au participat la Invazia Uniunii Sovietice în cadrul Operațiunii Barbarossa alături de Grupul de Armate Sud și Grupul de Armate Nord. Primul comandant al grupului de armate a fost Fedor von Bock.
În data de 24 ianuarie 1945 acest grup de armate a fost încercuit la Königsberg, Grupul de Armate Centru a fost redenumit Grupul de Armate Nord, iar Grupul de Armate A a devenit Grupul de Armate Centru.

## Istoria
Dintre cele trei grupuri de armate concentrate la granița Uniunii Sovietice, acest grup a fost cel mai puternic. Printre obiectivele grupului au fost ocuparea orașelor Brest, Smolensk și a Moscovei. În grup din data de 9 iulie 1941 făceau parte și Armata a 9-a germană (Adolf Strauss), Panzergruppe 2  (Hermann Hoth), Panzergruppe 3 (Heinz Guderian) și Armata a 4-a germană (Günther von Kluge), în total 49 de divizii și peste 930 de tancuri.
Grupul de armate nu și-a atins obiectivul principal, ocuparea Moscovei, deoarece Hitler nu a acordat prioritate ocupării capitalei și a deviat unele unități spre nord pentru ocuparea Leningradului și spre sud pentru ocuparea câmpurilor petroliere din Caucaz.

## Comandanții grupului de armate
- Fedor von Bock: din 22 iunie 1941;
- Günther von Kluge din 19 decembrie 1941;
- Günther Blumentritt la sfârșitul anului 1941 (pentru scurt timp)
- Ernst Busch din 12 octombrie 1943;
- Walter Model din 28 iunie 1944;
- Georg-Hans Reinhardt din 16 august 1944;
- Ferdinand Schörner din 17 ianuarie 1945.

## Unitățile care au făcut parte din acest grup de armate
| Data       | Armate |
| ---------- | --- |
| 1941       | |
| Iunie      | Armata a 9-a germană, Armata a 4-a germană                                                                       |
| Iulie      | Panzergruppe 3, Armata a 9-a germană, Armata a 4-a germană, Panzergruppe 2, z. Vfg. Armata a 2-a germană         |
| August     | Panzergruppe 3, Armata a 9-a germană, Armata a 2-a germană, Armeegruppe Guderian                                 |
| Septembrie | Panzergruppe 3, Armata a 9-a germană, Armata a 4-a germană, Panzergruppe 2, Armata a 2-a germană                 |
| Octombrie  | Armata a 9-a germană, Armata a 4-a germană, Panzer Armee 2, Armata a 2-a germană                                 |
| Noiembrie  | Armata a 9-a germană, Panzergruppe 3, Armata a 4-a germană, Panzer Armee 2, Armata a 2-a germană                 |
| 1942       | |
| Ianuarie   | Armata a 9-a germană, Panzer Armee 3, Panzer Armee 4, Armata a 4-a germană, Panzer Armee 2, Armata a 2-a germană |
| Februarie  | Panzer Armee 2, Armata a 9-a germană, Panzer Armee 3, Armata a 4-a germană, Panzer Armee 4                       |
| Mai        | Armata a 9-a germană, Panzer Armee 3, Armata a 4-a germană, Panzer Armee 2                                       |
| 1943       | |
| Ianuarie   | LIX. AK, Armata a 9-a germană, Panzer Armee 2, Armata a 4-a germană, Panzer Armee 3                              |
| Februarie  | Panzer Armee 3, Armata a 9-a germană, Armata a 4-a germană, Panzer Armee 2                                       |
| Martie     | Panzer Armee 3, Armata a 9-a germană, Armata a 4-a germană, Panzer Armee 2, Armata a 2-a germană                 |
| Aprilie    | Panzer Armee 3, Armata a 4-a germană, Panzer Armee 2, Armata a 2-a germană, z.Vfg. Armata a 9-a germană          |
| Iulie      | Panzer Armee 3, Armata a 4-a germană, Panzer Armee 2, Armata a 9-a germană, Armata a 2-a germană                 |
| Septembre  | Panzer Armee 3, Armata a 4-a germană, Armata a 9-a germană, Armata a 2-a germană                                 |
| Noiembrie  | Panzer Armee 3, Armata a 4-a germană, Armata a 9-a germană, Armata a 2-a germană, Wehrmachtbefehlshaber Ostland  |
| 1944       | |
| Ianuarie   | Panzer Armee 3, Armata a 4-a germană, Armata a 9-a germană, Armata a 2-a germană                                 |
| Iulie      | Panzer Armee 3, Armata a 4-a germană, Armata a 2-a germană, z.Vfg. Armata a 9-a germană                          |
| August     | Panzer Armee 3, Armata a 4-a germană, Armata a 2-a germană, Panzerkorps 6 SS                                     |
| 1945       | |
| Ianuarie   | Panzer Armee 3, Armata a 4-a germană, Armata a 2-a germană                                                       |
| Februarie* | Panzer Armee 4, Armata a 17-a germană, Panzer Armee 1                                                            |
| Mai        | Armata a 7-a germană, Panzer Armee 4, Armata a 17-a germană, Panzer Armee 1                                      |